# زادوشنگکی (استان پودکارپاتسکیه)
زادوشنگکی (به لهستانی:  Zaduszniki) یک روستا در لهستان است که در گمینا پادف نارودووا واقع شده‌است. زادوشنگکی ۲۶۰ نفر جمعیت دارد.